# Републикански път III-2901
Републикански път IIІ-2901 е третокласен път, част от Републиканската пътна мрежа на България, преминаващ изцяло по територията на Варненска област. Дължината му е 32,6 km.
Пътят се отклонява наляво при 8,8 km на Републикански път II-29 на северозапад от град Аксаково, на билото на Франгенското плато и се насочва на запад по платото. Минава последователно през селата Калиманци, Изгрев и Левски и при град Суворово слиза от платото в долината на река Девня. Пресича реката и продължава в западна посока през най-югозападните части на Добруджанското плато, достига до село Ветрино и в северната му част се свързва с Републикански път III-207 при неговия 1 km.
| Пътища, отклоняващи се надясно (населено място, № на пътя, посока на пътя) | km   | Пътища, отклоняващи се наляво (посока на пътя, № на пътя, населено място) |
| -------------------------------------------------------------------------- | ---- | ------------------------------------------------------------------------- |
| Община Аксаково II-29, 8,8 km ←                                            | 0,0  | ← 8,8 km, II-29, Община Аксаково                                          |
|                                                                            | 3,2  | → общински път (за с. Доброглед)                                          |
| Община Суворово                                                            | 4,3  | Община Суворово                                                           |
| с. Калиманци                                                               | 5,6  | → с. Калиманци, общински път (за с. Баново)                               |
| с. Изгрев                                                                  | 8,1  | с. Изгрев                                                                 |
| (за с. Николаевка) общински път ←                                          | 9,1  |                                                                           |
| с. Левски                                                                  | 11,2 | с. Левски                                                                 |
| (за с. Дръндар) общински път, гр. Суворово ←                               | 18,6 | ← гр. Суворово, 11,7 km, III-2009 (от 178,4 km на I-2)                    |
| (до с. Одринци) III-2702, 36,2 km, гр. Суворово ←                          | 19,9 | гр. Суворово                                                              |
| Община Ветрино                                                             | 26,9 | → общински път (за с. Неофит Рилски), Община Ветрино                      |
| (до гр. Алфатар) III-207, 1 km, с. Ветрино ←                               | 32,6 | ← с. Ветрино, 1 km, III-207 (от с. Ветрино)                               |